# Aeronautes
Aeronautes es un género de aves apodiformes de la familia de los vencejos (Apodidae). Agrupa a tres
especies nativas de América.

## Especies
Se distinguen las siguientes especies:
- Aeronautes andecolus (Orbigny & Lafresnaye, 1837) -- vencejo andino[2]
- Aeronautes montivagus (Orbigny & Lafresnaye, 1837) -- vencejo montañés[2]
- Aeronautes saxatalis (Woodhouse, 1853) -- vencejo gorgiblanco[2]